# Arbre à port pleureur

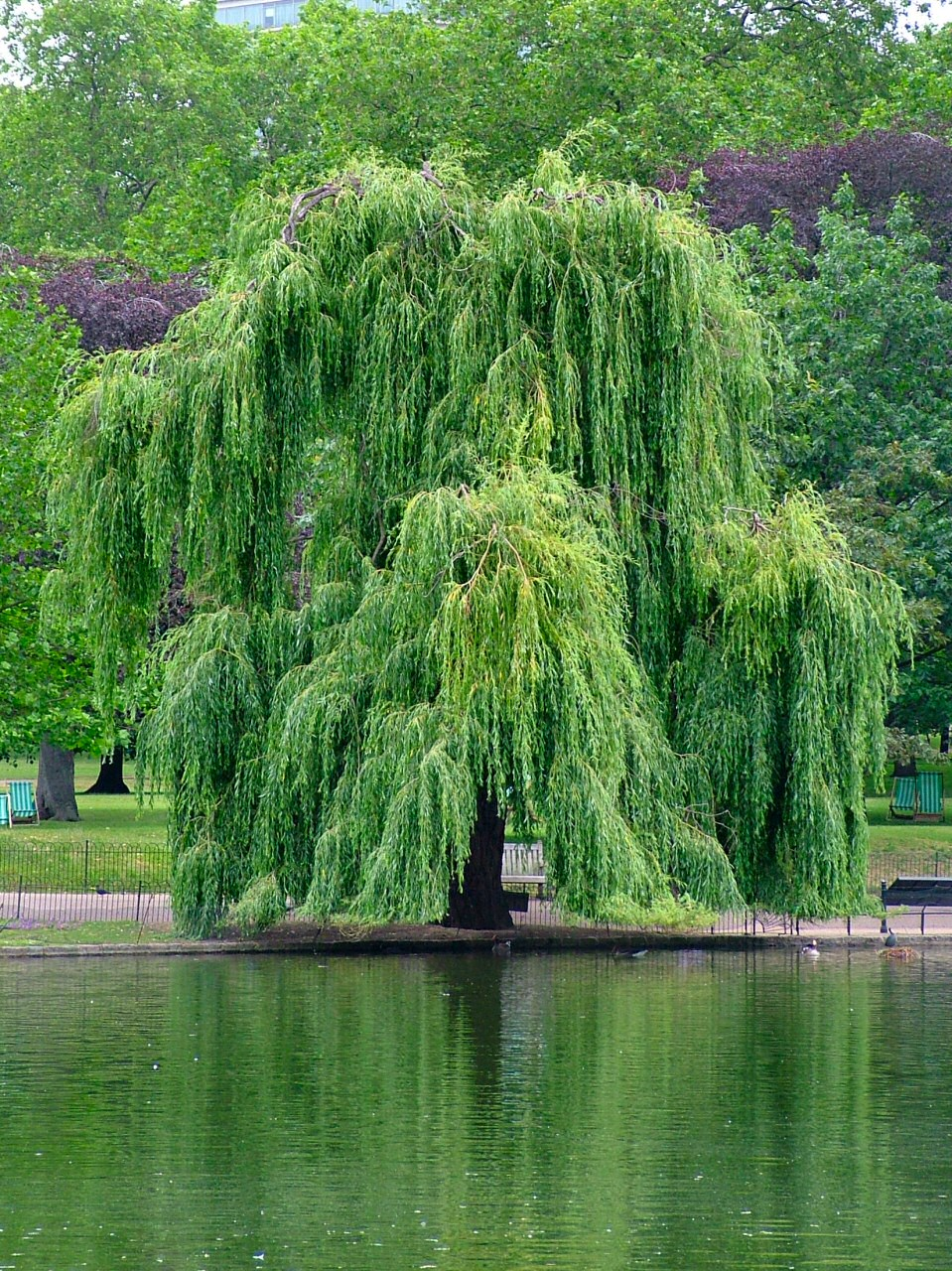
Saule pleureur : espèce naturellement à port pleureur

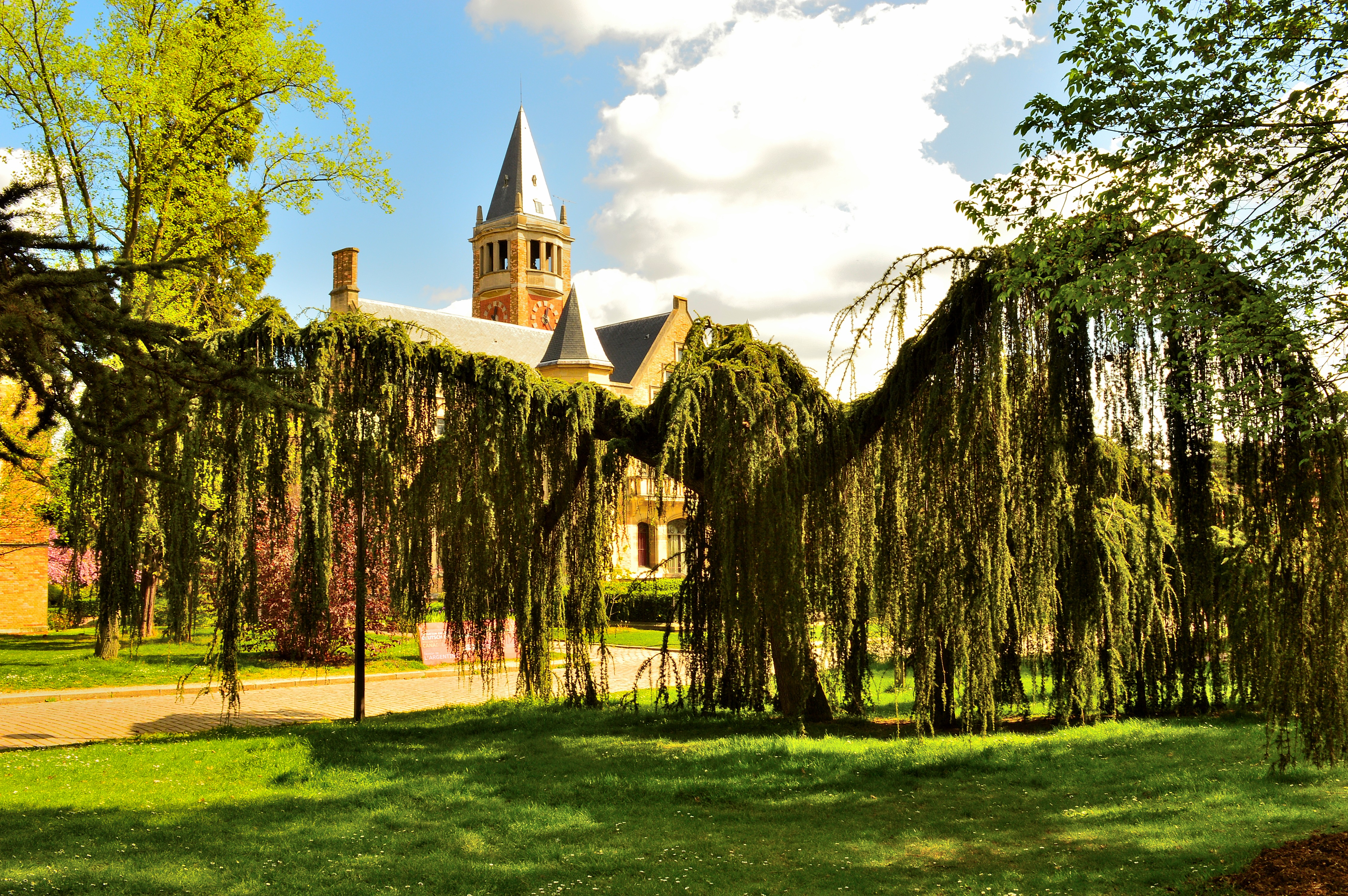
Cultivar à port pleureur de Cèdre

Un arbre à port pleureur est un arbre dont les branches retombent et se dirigent naturellement vers le sol.
Le terme fait référence aux pleurs et aux larmes qui coulent toujours vers le bas.
D'un point de vue scientifique, on parle de gravitropisme positif. En effet, les branches souples se dirigent vers le bas, alors que les tiges et les branches de la plupart des végétaux poussent vers le haut à la recherche de davantage de lumière.
Certaines espèces sont naturellement à port pleureur telles que le Saule pleureur (Salix babylonica). Mais pour la plupart des espèces, seuls certains de ses cultivars sont à port pleureur.
Avec ce port si particulier, la taille de ces arbres est plus limitée que celle des arbres à port érigé. Ils dépassent rarement 10 mètres à quelques exceptions près telles que le hêtre pleureur (Fagus sylvatica f. pendula).
En raison de cette forme, ils sont appréciés comme arbre d'ornement. Pour être mis en valeur, ils doivent être plantés isolés ou entourés de plantes plus basses.
Il y a environ 500 cultivars pleureurs dans 75 genres différents . Mais beaucoup de ces cultivars ont disparu de la nature et n'existent qu'en culture.

## Liste d'arbres à port pleureur

### Conifères
- Cedrus atlantica 'Glauca Pendula', Cèdre de l'Atlas
- Cupressus nootkatensis 'Pendula', Cyprès de Nootka
- Cupressus sempervirens 'Pendula', Cyprès commun
- Juniperus virginiana 'Pendula', Genévrier de Virginie
- Larix decidua 'Pendula' ou 'Repens', Mélèze

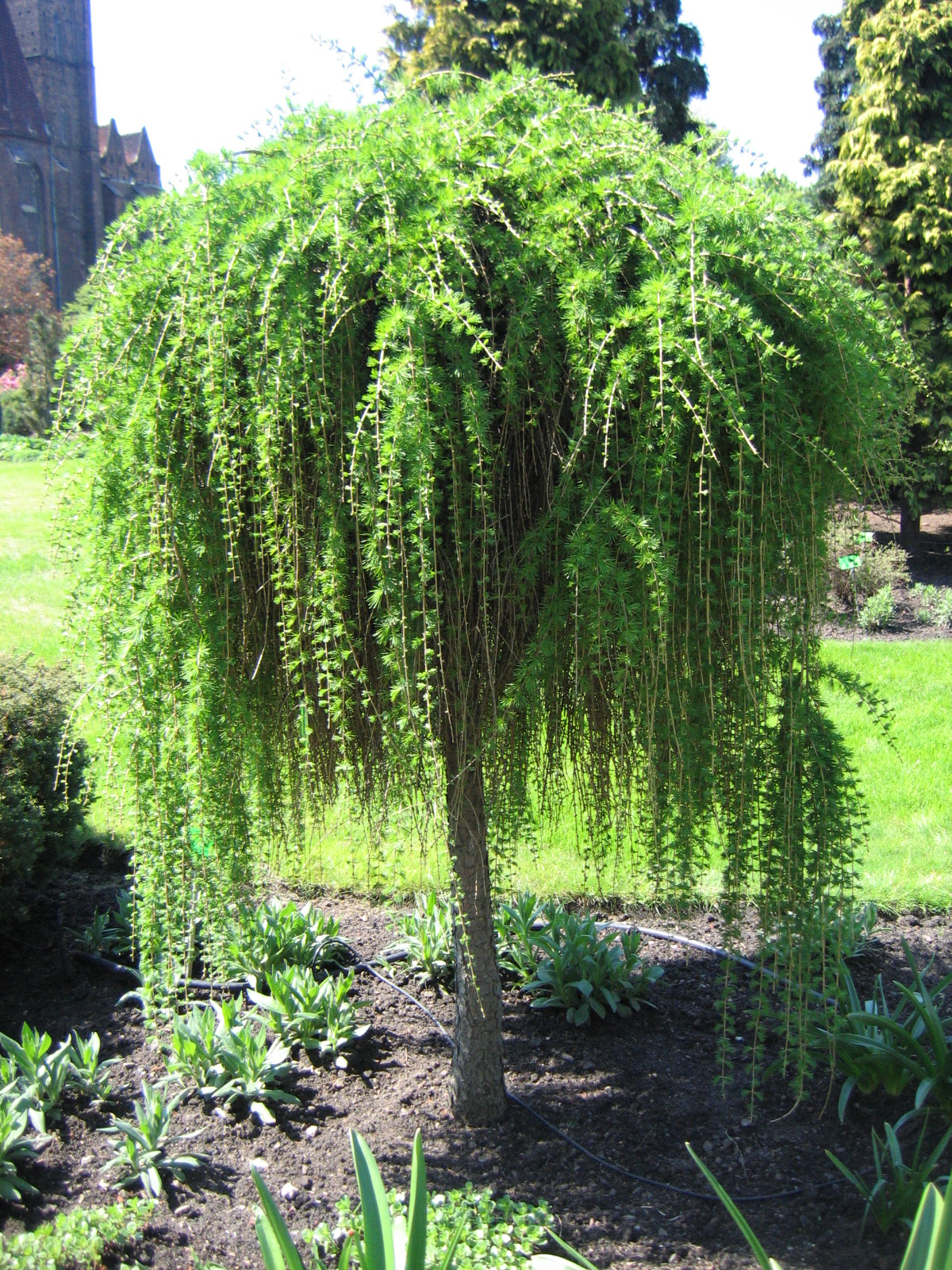
Mélèze pleureur

- Picea, diverses variétés 'Pendula' d'épicea
- Pinus strobus 'Pendula', Pin blanc d'Amérique
- Sequoiadendron giganteum 'Pendulum', Séquoia géant

### Feuillus
- Acer campestre 'pendulum', Érable champêtre
- Acer negundo, Érable negundo
- Acer palmatum 'Dissectum', Érable palmé
- Acer platanoides 'Pendulum', Érable plane
- Acer pseudoplatanus 'Pendulum', Érable sycomore

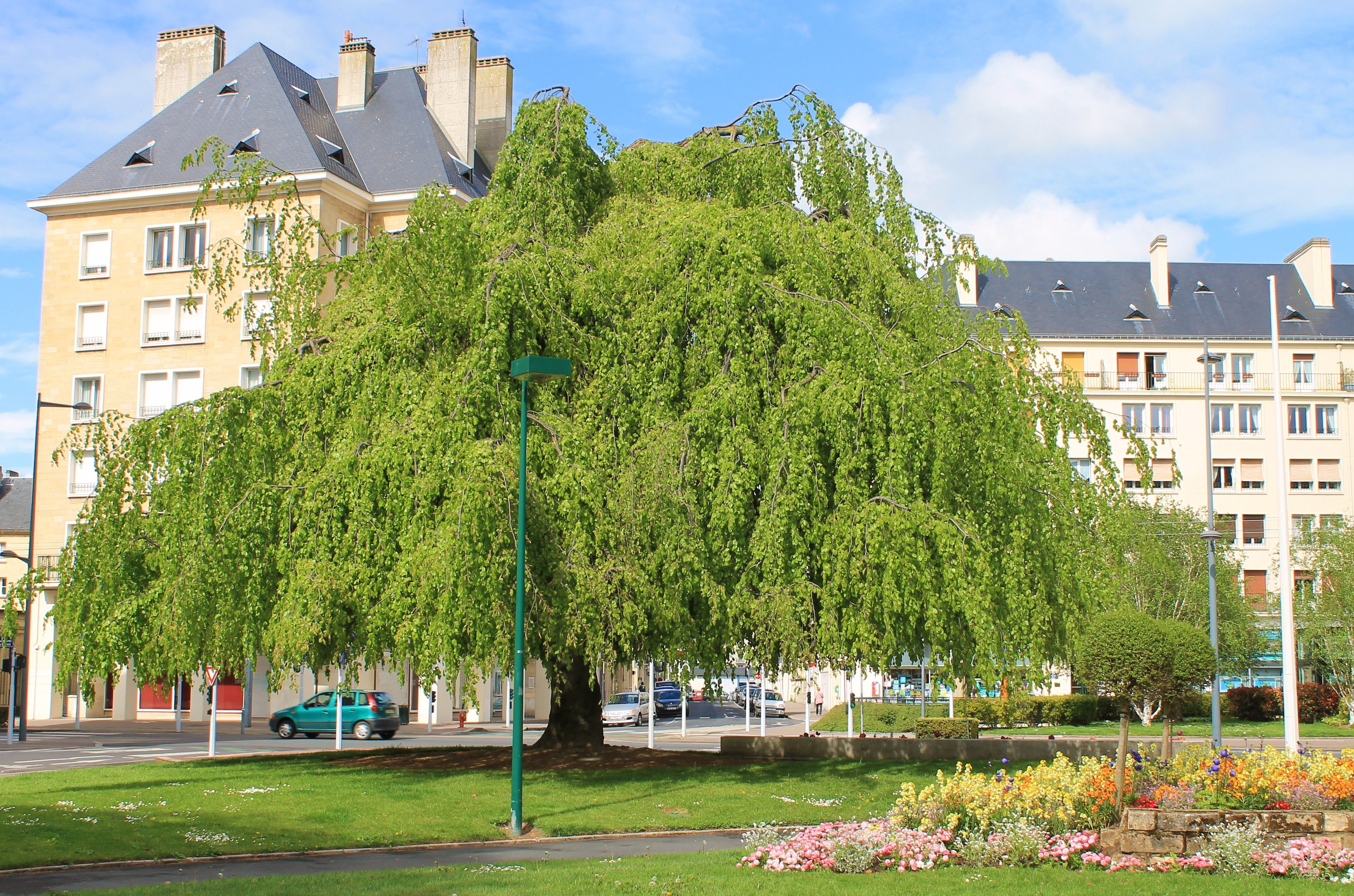
Hêtre pleureur

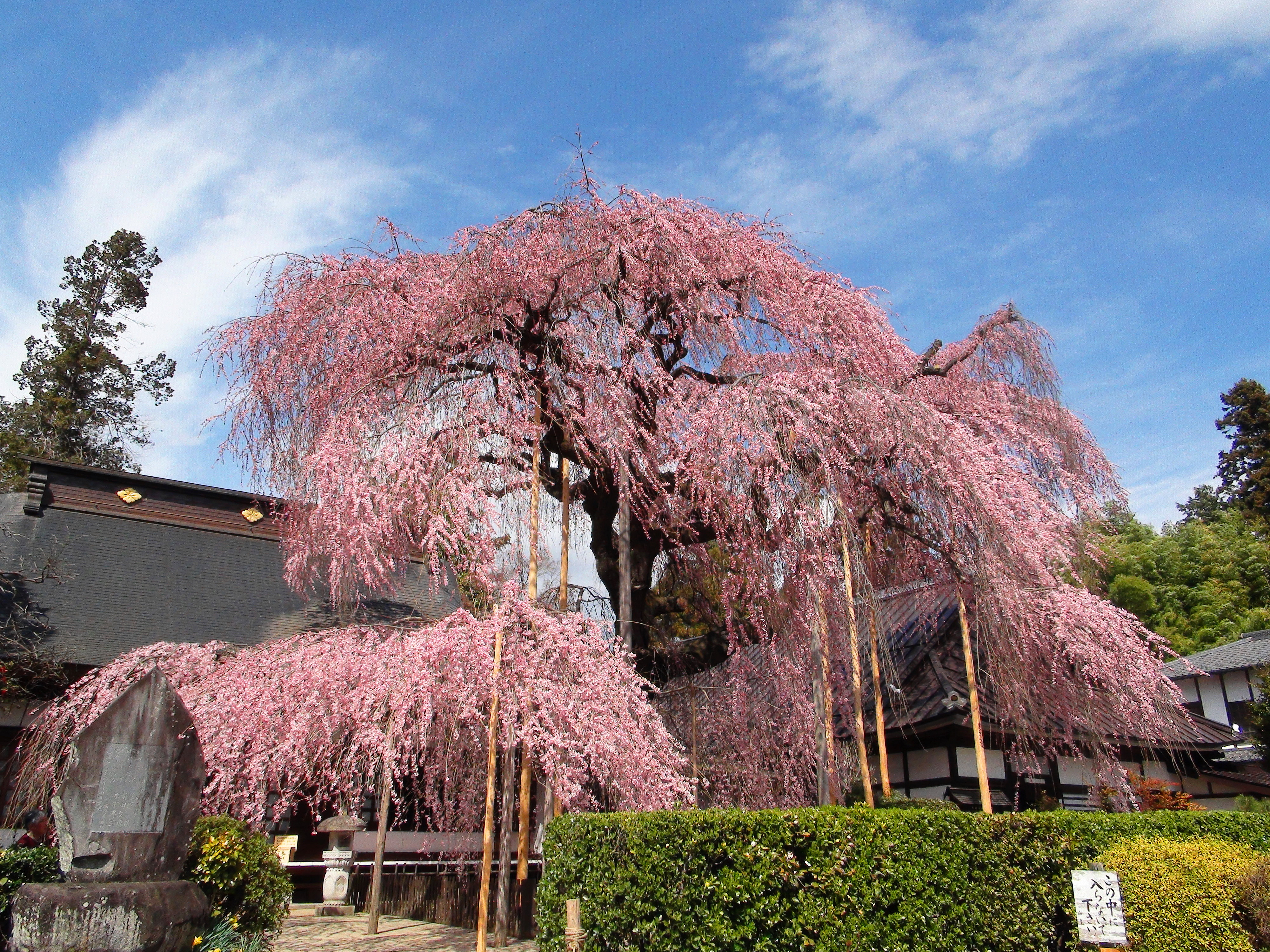
Prunus pleureur

- Cercidiphyllum japonicum 'Pendulum', Katsura pleureur
- Fagus sylvatica f. pendula, Hêtre pleureur
- Ficus benjamina, Figuier pleureur
- Fraxinus excelsior 'Pendula', Frêne élevé
- Ilex aquifolium 'Pendula', Houx pleureur
- Malus 'Louisa', Pommier pleureur
- Morus alba 'Pendula', Murier blanc
- Prunus mume 'Pendula', Abricotier du Japon
- Prunus subhirtella 'Pendula'
- Pyrus salicifolia 'Pendula', Poirier à feuille de saule
- Salix babylonica 'Babylon', Saule pleureur
- Salix x sepulcralis, Saule doré
- Styphnolobium japonicum 'Pendulum', Sophora du Japon
- Tilia tomentosa 'Petiolaris', Tilleul argenté pleureur
- Ulmus glabra 'Pendula', Orme de montagne